# Nils Björklund (konstnär)
Nils (Furto) Erik Wilhelm Björklund, född 22 oktober 1912 i Rö, Högsjö församling i Ångermanland, död 2005 i Stockholm, var en svensk konstnär. 
Han var son till sågverksägaren konsul Axel Björklund och Betty, född Nordenmark. Faderns önskemål var att Björklund skulle ta över verksamheten vid sågverket men han for i stället till Bryssel där han studerade vid Académie des Beaux Arts 1933-1935 och till konstakademien i München 1937. Han var bosatt i Frankrike 1938-1939 och tillhörde konstnärsgruppen De Unga som bildades 1938 för att konstnärerna skulle kunna sälja sin konst via ett eget galleri. Björklund experimenterade friskt i sitt måleri och detta märktes särskilt i hans ofta väl brutala sexuella kompositioner där han fördjupade sig i kvinnokroppens kosmiska geometri eller skildringar av kampen mellan könen. Det blev en  hetsig debatt i media när han ställde ut en tavla i Sollefteå med en kvinna och en man i en situation som kunde uppfattas som erotisk. Hans konst består av landskapsmålningar och nakenstudier; som illustratör illustrerade han Nils Bolanders bok Ord och vänner 1946 och det tryckta verket Pensées Bercées i vilket hans gravyrer illustrerar poeten Alain Ohnenwalds texter. Bland hans offentliga arbeten märks en väggtextil för läktarbarriären i Tegs kyrka. Björklund är representerad med teckningar och litografier vid Nationalmuseum och vid konstmuseet på Mannaminne.
Han fick sitt smeknamn Furto efter fyrtå eftersom han bara hade fyra tår på ena foten. 